# Phytocoris ventralis
Phytocoris ventralis är en insektsart som beskrevs av Van Duzee 1912. Phytocoris ventralis ingår i släktet Phytocoris och familjen ängsskinnbaggar. Inga underarter finns listade i Catalogue of Life.